# 烏邁區

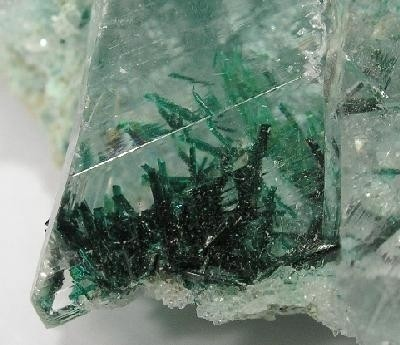

13°43′21″S 75°53′12″W / 13.7225°S 75.8866°W
烏邁區（西班牙語：Distrito de Humay）是秘魯的一個區，位於該國中南部伊卡大區的皮斯科省，始建於1855年6月25日，面積1,113平方公里，海拔高度430米，2005年人口5,499，人口密度每平方公里4.9人。